# Бумеранг!
«Бумеранг!» (англ. Boomerang) — фильм нуар режиссёра Элии Казана, вышедший на экраны в 1947 году.
Сценарий фильма основан на статье Фалтона Орслера (в фильме указан как «Энтони Эббот») в журнале «Ридерс дайджест» (декабрь 1945), рассказывающей реальную историю убийства в 1924 году священника в городке Бриджпорт, штат Коннектикут, последующего ареста и суда над подозреваемым безработным мужчиной, а также об усилиях государственного прокурора докопаться до правды, несмотря на предубеждённость жителей, давление городских властей и признательные показания самого подозреваемого.
Фильм имеет некоторое тематическое и сюжетное сходство с фильмом Фрица Ланга «Ярость» (1936) и относится к субжанру судебной драмы наряду с такими картинами, как «Двенадцать разгневанных мужчин» (1957), «Анатомия убийства» (1959) и «Убить пересмешника» (1962).
В 1948 году сценарист фильма Ричард Мёрфи был номинирован на Оскар за лучший сценарий.

## Сюжет
Всеми любимый священник небольшого городка Бриджпорт в штате Коннектикут, отец Джордж М. Ламберт совершает свою регулярную вечернюю прогулку по Главной улице, когда к нему сзади подходит неизвестный в тёмном пальто и светлой шляпе. Приблизившись вплотную к священнику, он стреляет ему в затылок, после чего скрывается, несмотря на то, что в момент преступления поблизости находится масса людей.
Полиция сразу же начинает расследование, однако задержать убийцу по горячим следам не удаётся. Это приводит к нарастанию волнения и чувства тревоги у жителей городка, что в свою очередь начинает угрожать положению городского руководства, избранного на волне борьбы с коррупцией предыдущих властей. Новое руководство муниципалитета стало серьёзно пересматривать программы городского планирования, и в частности, рассматривает проект строительства большой рекреационной зоны для городских жителей, в разработке которого принимали участие многие влиятельные люди города, в том числе, отец Ламберт и жена окружного прокурора Мэдж Харви (Джейн Уайетт). Владелец влиятельной местной газеты «Морнинг рекорд» Т. М. Уэйд (Тейлор Холмс), тесно связанный с прежними городскими властями, через свою газету выступает с резкими нападками на новое руководство муниципалитета, особенно на его неспособность обеспечить порядок в городе и эффективность работы полиции. Особенно усердствует в этом ведущий политический журналист газеты Дейв Вудс (Сэм Левин). Всё это ещё более возбуждает городскую общественность и угрожает положению новой власти.
Новое руководство города и его ближайшие сторонники, в том числе влиятельный бизнесмен Пол Харрис (Эд Бегли-старший), требуют от окружного прокурора Генри Л. Харви (Дэна Эндрюс) как можно скорее поймать убийцу и даже предлагают привлечь для этого Федеральное бюро расследований, но Харви утверждает, что они справятся своими силами. Сильное давление и бесконечные обвинения в некомпетентности сыпятся также на шефа местной полиции Гарольда Ф. «Робби» Робинсона (Ли Джей Кобб), в результате чего тот даже решает подать в отставку. Однако Харви убеждает его остаться, так как ему удалось уговорить городское руководство дать им спокойно работать и не вмешиваться в ход расследования в течение двух недель.
С помощью свидетелей полиция составляется описание и портрет убийцы, которые распространяются по всем полицейским участкам Новой Англии, где начинаются задержание всех подходящих под описание, включая всех, кто одет в темное пальто и светлую шляпу. В конце концов, в штате Огайо полиция задерживает безработного ветерана войны по имени Джон Уолдрон (Артур Кеннеди), который соответствует описанию. У него находят пистолет того же калибра, из которого было совершено убийство, также выясняется, что он уехал из Коннектикута всего несколько дней назад. Уолдрона передают в руки шефа полиции Робинсона, и после проведения опознания свидетелями, помещают в камеру предварительного заключения как подозреваемого в убийстве.
Робинсон и его люди начинают жёстко допрашивать Уолдрона, несколько раз ловя его на лжи. В итоге полиция выясняет, что он жил в городке довольно продолжительное время, и даже встречался и беседовал с отцом Ламбертом. Однако после ссоры со знакомой официанткой Айрин Нелсон (Кара Уильямс), Уолдрон ничего ей не сказав, уехал из города. Когда Робинсон выясняет, что пуля, который был убит Ламберт, была выпущена из пистолета того же образца, что и у Уолдрона, он усиливает давление на подозреваемого. После многодневных допросов с лишением сна, Робинсон наконец заставляет Уолдрона подписать признание в убийстве.
Зрителю между тем показано, что отец Ламберт действительно имел беседу с Уолдроном, но, кроме того, он имел беседу со своим помощником, заявив тому, что «если он не сделает это сам, то он будет вынужден сообщить о нём в психиатрическую больницу, чтобы там помогли решить его проблему».
На дознании у коронера Уолдрон заявляет, что его силой заставили подписать признание, тем не менее, на основании показаний свидетелей коронер принимает решение передать дело в окружной суд. В тюрьме Харви проводит допроса Уолдрона. Тот утверждает, что уехал из города, потому что не хотел работать на малоквалифицированной работе, и рассчитывал начать собственный небольшой бизнес в другом месте. Во время допроса у Харви начинают возникать сомнения в виновности Уолдрона, однако у того не выдерживают нервы, и со словами, что Харви хочет видеть его повешенным, Уолдрон набрасывается на прокурора.
На слушаниях при выдвижении официального обвинения Харви подробно перечисляет все улики против Уолдрона, которых, казалось бы, более чем достаточно, однако затем неожиданно заявляет, что считает Уолдрона невиновным. Судья приглашает Харви в свой кабинет и предупреждает его, что если в действиях прокурора будут обнаружены какие-либо политические мотивы, то судья возбудит дело против него по обвинению в должностном преступлении. Шеф полиции Робинсон также возмущён заявлением Харви и отказывается общаться с ним. А член городского руководства «Мак» МкКрири спрашивает Харви, стоит ли жизнь одного человека дороже, чем благополучие целого городка. Когда Генри отвечает, что именно так он и считает, Мак предупреждает его, что ему придётся бороться со всем городом.
К Харви приходит Харрис, утверждая, что для того, чтобы удержаться у власти, нынешнему руководству города необходимо добиться осуждения Уолдрона. Он также сообщает, что вложил все свои деньги в компанию «Сансет реалити», владеющую участком земли, на котором предполагается создать рекреационную зону. И если в результате выборов к власти придут новые люди, то он не сможет продать муниципалитету этот участок и потеряет все свои деньги. В этом случае, его жизнь будет разрушена, и он потащит за собой всех остальных. Когда Харви берёт телефонную трубку, чтобы сообщить о действиях Харриса в полицию, бизнесмен достаёт оружие. Угрожая пистолетом, он говорит, что жена Генри Мэдж, как председатель проекта по созданию рекреационной зоны, не зная того, также внесла в проект через отца Ламберта 2.5 тысячи долларов. Это обстоятельство, если оно станет известно общественности, может разрушить репутацию Харви, представив его как участника коррупционной схемы со спекуляцией землёй. Харви попадает в ситуацию, когда для жителей города, новой власти и даже для него лично выгодно осуждение Уолдрона в убийстве, однако это ещё более укрепляет решимость Харви проявить принципиальность в этом деле.
На следующий день в суде Харви просит судью предоставить ему сначала возможность изложить суду все факты, а лишь затем принять решение, выдвигать или не выдвигать обвинения против Уолдрона. После опроса свидетелей, утверждающих, что видели, как Уолдрон совершил преступление, Харви говорит, что воссоздавал сцену преступления семь раз с помощью своих людей, и ни разу ни один из них не смог опознать стрелявшего. Официантка Айрин утверждает, что видела, как Уолдрон проходил мимо витрины её кафе сразу после убийства. Харви отвечает на это, что когда во время следственного эксперимента он встал на том же месте, что и она, в наполненном паром помещении, то не смог узнать своего помощника, проходящего мимо витрины. Затем Харви говорит, что Айрин подала прошение на выплату ей вознаграждения, которое было обещано за представление важных доказательств вины преступника, и строго предупреждает её об уголовном наказании за лжесвидетельство. Айрин сразу же меняет свои показания и заявляет, что не уверена в том, что видела именно Уолдрона. Ещё одна свидетельница, кассирша в кинотеатре, также засомневалась в своих показаниях в том, что Уолдрон не покупал у неё билет, после того, как не узнала в суде человека, которого Харви специально подослал купить у неё билет. Далее Харви доказывает, что Уолдрон подписал признание после того, как его довели до практически невменяемого состояния, и потому такое признание не может иметь силы. Наконец, Харви утверждает, что пять приглашённых им независимых экспертов пришли к заключению, что пуля не могла быть выпущена из револьвера Уолдрона, так как этот револьвер имеет дефект и выстрелить под таким углом не может. В доказательство своих слов Харви просит судью зарядить револьвер Уолдрона, а затем просит своего помощника выстрелить себе в голову точно под тем же углом, как убийца выстрелил в отца Ламберта. Пистолет делает осечку, после чего Харви говорит, что проводил этот эксперимент уже пятнадцать раз, и все пятнадцать раз была осечка.
В этот момент в зал суда входит газетный репортёр Дейв Вудс и передаёт Харрису записку с требованием передать ему долю в своей компании, которая собирается продать землю городским властям. Поняв, что он разоблачён, Харрис стреляется прямо в зале.
После этого Харви заявляет, что отказывается от выдвижения обвинений против Уолдрона, и под давлением аргументов судья принимает решение не возбуждать дело против Уолдрона. Издатель Уэйд признаёт своё поражение, а шеф полиции Робинсон просит у Харви прощения.
В итоге, убийцу так и не находят. Можно только предполагать, что убийцей был психически нездоровый помощник отца Ламберта, которого тот хотел отправить на лечение. Помощник присутствовал на всех заседаниях суда, где вёл себя чрезвычайно нервно. В последних кадрах фильма во время полицейского преследования он погибает в автокатастрофе.

## В ролях
- Дэна Эндрюс — Генри Л. Харви
- Джейн Уайетт — Мэдж Харви
- Ли Джей Кобб — Гарольд Ф. (Робби) Робинсон
- Кара Уильямс — Айрин Нельсон
- Артур Кеннеди — Джон Уолдрон
- Сэм Левин — Дейв Вудс
- Тейлор Холмс — Т. М. Уэйд
- Роберт Кит — Мак Маккрири
- Эд Бегли — Пол Харрис
- Карл Молден — лейтенант Уайт

### В титрах не указаны
- Берт Фрид — человек в толпе у здания суда
- Рид Хэдли — закадровый рассказчик (голос)

## Фактическая основа
Как написал историк кино Пол Татара, «Сюжет фильма основан на обстоятельствах реального убийства католического священника, отца Хьюберта Дама 4 февраля 1924 года в небольшом городке Бриджпорт, штат Коннектикут». Во время вечерней прогулки около местного театра, отец Дам был смертельно ранен из револьвера выстрелом с близкого расстояния в затылок за левым ухом. Многочисленные свидетели, которые находились поблизости от места преступления, были настолько шокированы, что вызвали скорую помощь лишь через 10 минут после выстрела. Два часа спустя в городской больнице была констатирована смерть священника. В убийстве был обвинён безработный бывший солдат Харольд Израэль. Он сознался в преступлении, и у него был обнаружен револьвер калибра .32, который полиция приняла за орудие преступления. Прокурор округа Фэйрфилд Каунти штата Коннектикут Гомер Каммингс провёл тщательное расследование и выяснил, что Израэль не виновен в преступлении. Позднее, в 1933-39 годах Каммингс был Генеральным прокурором США при Президенте Франклине Д. Рузвельте.
Хотя в реальности убийство произошло в Бриджпорте, съёмки фильма проводились в соседнем городке Стамфорд, который был выбран после того, так как «власти Бриджпорта не дали разрешения на съёмки в своём городке».
Кинокритик Босли Кроутер также отметил, при работе над фильмом пришлось отойти от некоторых фактов, в частности, образ героя фильма, окружного прокурора Генри Л. Харви «не совпадает полностью с мистером Каммингсом на момент рассказываемых событий. Мистер Каммингс тогда был фигурой национального масштаба, с авторитетом и положением (он не был Генеральным прокурором, но занимал высокое положение в политических кругах). Герой же „Бумеранга!“ — это мелкая птица с целой карьерой впереди. Существует заметная разница, и её не просто отбросить».

## Создатели фильма и исполнители главных ролей
В 1940-е годы студия «Двадцатый век Фокс» во главе со своим генеральным продюсером Дэррилом Зануком переориентировала свою деятельность, начав выпускать глубокие по содержанию социальные драмы. Одним из направлений деятельности студии стала постановка полудокументальных реалистических картин, часто основанных на реальных событиях. Для работы над такими фильмами Занук пригласил «продюсера Луиса Де Рошмона, который добился признания в Голливуде созданием документально-хроникального сериала „Марш времени“», рассчитывая, что та же техника подачи материала будет применена «для основанных на реальных событиях художественных драм». До «Бумеранга!» «Де Рошмон только что закончил работу над двумя жизненными нуаровыми драмами для Занука с режиссёром Генри Хэтэуэем, в обоих был использован документальный стиль — „Дом на 92-й улице“ (1945) и „Улица Мадлен, 13“ (1946), которые также включали реальную кинохронику». «На этот раз он использовал этот реалистический метод для рассказа истории знаменитого дела об убийстве — в её модернизированном виде — в своём фильме „Бумеранг!“». Для постановки фильма «Занук и его продюсер Де Рошмон, наняли молодого режиссёра Элию Казана, который отказался чрезмерно упрощать персонажей, каждый из которых прошёл по тонкой линии между добродетелью и пороком». Благодаря таким своим выдающимся "фильмам, как «Трамвай „Желание“» (1951) и «В порту» (1954) Элиа Казан создал себе репутацию режиссёра нелицеприятного, реалистичного направления в Голливуде. Но большинство любителей кино не знают, что сам Казан считал скромный фильм нуар «Бумеранг!» (1947) своим прорывом в кино".
На протяжении своей карьеры Казан в качестве режиссёра был удостоен двух «Оскаров» за социальные драмы «Джентльменское соглашение» (1947) и «В порту» (1954), а также трёх номинаций на Оскар за глубокие психологические фильмы, поставленные на основе серьёзной литературы — «Трамвай „Желание“» (1951) и «К востоку от рая» (1955), а также за эпический фильм «Америка, Америка» (1963). К числу лучших драм Казана нуарового направления относятся картины «Паника на улицах» (1950), «Куколка» (1956) и «Лицо в толпе» (1957).
На главную роль Казан пригласил актёра Дэну Эндрюса, известного по своим ролям в успешных фильмах нуар Отто Премингера «Лора» (1944) и «Падший ангел» (1945). Позднее Эндрюс сыграл также в таких фильмах нуар, как «Там, где кончается тротуар» (1950, также у Премингера) и «Край гибели» (1950), в котором его герой также расследовал убийство священника. Позднее Эндрюс сыграл главные роли в двух фильмах нуар Фрица Ланга — «Пока город спит» (1956) и «За пределами разумного сомнения» (1956), в центре внимания которого также находится судебный процесс. Одну из своих первых памятных ролей актриса Джейн Уайетт сыграла в утопической драме «Потерянный горизонт» (1937). После «Бумеранга!» она сыграла ещё в одной картине Казана «Джентльменское соглашение» (1947), а также в фильмах нуар «Западня» (1948), «Дом у реки» (1950) и «Человек, который обманул себя» (1950), где её партнёром был c Ли Джей Кобб
. Ли Джей Кобб сыграл во множестве фильмов нуар, криминальных драм и триллеров, среди них «Джонни О’Клок» (1947), «Звонить Нортсайд 777» (1948), «Воровское шоссе» (1949) «В порту» Казана (1954, который принёс ему номинацию на Оскар), «12 разгневанных мужчин» (1957) и «Изгоняющий дьявола» (1973). Артур Кеннеди был пять раз номинирован на Оскар как лучший актёр, в том числе, за роли в фильмах нуар «Чемпион» (1949) и «Процесс» (1955). Он также сыграл в таких известных фильмах нуар, как «Высокая Сьерра» (1941), «Окно» (1949), «Слишком поздно для слёз» (1949), «Часы отчаяния» (1955) и «Побег» (1955).

## Оценка критики
Большинство кинокритиков и рецензентов дали фильму положительные отзывы. Сразу после выхода фильма журнал «Variety» назвал его «захватывающей мелодрамой из реальной жизни, рассказанной в полудокументальном стиле», а критик Босли Кроутер в «Нью-Йорк таймс» написал: «Мы должны отметить, что этот стиль подачи материала вылился в драму редкой ясности и силы» и далее: «как мелодрама с гуманистическими и социальными обертонами, она не имеет никаких художественных изъянов». Позднее «TimeOut» охарактеризовал фильм как «полудокументальный триллер с социальным смыслом». Карл Уильямс отметил, что «эта нуаровая документальная драма, история реального нераскрытого убийства, отразила вкус к повествованию, близкому к жизни», который развивал на студии «Двадцатый век Фокс» продюсер Дэррил Занук", а также «один из первых примеров документальной драмы». Пол Татара написал, что «„Бумеранг!“ остаётся захватывающей картиной, которая бьёт сильнее и движется быстрее, чем большинство фильмов той эпохи». Деннис Шварц описал картину как «квази-документальный криминальный фильм Элии Казана,… как плотную, хорошо рассказанную историю, выполненную в насыщенной саспенсом нуаровой традиции создания мрачного настроения». Он отметил также, что «мрачный, зловещий, жуткий взгляд картины усиливается съёмками на реальном месте, где произошло преступление». Линда Расмуссен назвала его «страшным фильмом», который «Казан поставил в высокоэффективном, полудокументальном стиле». Дейв Кер считает, что «фильм ограничен в масштабности и эмоциях, но его неглубокий, поверхностный драматизм работает очень эффективно».
Давая характеристику фильму, Кроутер пишет, что «мистер Де Рошмон и его команда… ушли от устаревших схем и методов съёмки традиционных фильмов о копах и судах. Они создали на экране картину, обладающую бесстрастностью хорошего журналистского расследования, и сняли её с наблюдательностью газетного фотографа. Они использовали невидимого рассказчика для разъяснения многих сложных сцен, перемежая закадровое повествование с реалистическими репликами героев, достигая таким образом новостного эффекта. И чтобы повысить иллюзию реальности происходящего, они сняли большую часть фильма в городке, находящемся в непосредственной близости от того места, где описываемые события произошли на самом деле». Эту характеристику в основном разделяют и другие рецензенты. Так, «Variety» отмечает, что «фильм снимался в городке Стэмфорд, штат Коннектикут, и само место съёмок усиливало его реалистичность», «TimeOut» продолжает, что «бесстрастное изложение материала, использование реальной натуры и сильная игра со стороны преимущественно непрофессионального состава актёров второго плана, придают фильму аутентичность и мощь», и, наконец, Татара подчёркивает, что «все главные герои несут печать аутентичности. Диалоги и натурная постановка сцен ещё более углубляют технику, основанную на факте». Карл Уильямс обобщает мнение критиков следующими словами: «Казан, Де Рошмон и Занук применили несколько необычных творческих приёмов, чтобы повысить аутентичность фильма. Вся картина, включая интерьеры, была снята в Коннектикуте, кроме сцен в суде, которые были поставлены в Уайт-Плейнс, штат Нью-Йорк. Казан и оператор Норберт Ф. Бродин использовали блуждающую камеру для усиления документального эффекта фильма, а Де Рошмон привлёк к исполнению небольших ролей местных непрофессиональных актёров».
Касаясь документальной точности картины, Кроутер пишет: «фильм аккуратно заменяет имена реальных людей вымышленными — лишь в самом финале упоминая имя мистера Каммингса — и определяет место действия только как „небольшой городок в Коннектикуте“. Фильм также очень тщательно описывает подробности этого необыкновенного дела, опуская некоторые сомнительные моменты и добавляя некоторые вымышленные детали, которые переносят действие фильма в современность. Фильм, по всей видимости, точно воспроизводит само преступление, а также то состояние шока, а затем и тревоги, которое оно произвело на жителей города». После чего в картину вводится политический фактор, а также атмосфера нетерпеливости и громких требований общественности немедленно поймать и осудить преступника, что «приводит к аресту невинного козла отпущения и суда над ним». Фильм затрагивает целый ряд актуальных общественно-политических проблем функционирования власти на местном уровне, в том числе, борьбы за победу на выборах любой ценой, вовлечённости представителей власти в коррупционные схемы, зависимости власти от (порой ошибочного) общественного мнения и законности некоторых действий полиции. Но как позднее утверждал сам Казан, «к сожалению, коррумпированность властей значительно более распространена (чем это показано в фильме). Всё намного сложнее, и сейчас я это знаю». Впоследствии Казан говорил, что «хотел проработать часть фильма, рассматривающую тему коррупции, более подробно». Кроутер, со своей стороны, пишет, что будучи документальной по форме историей, «фильм превращается в рассмотрение вопросов социальной справедливости и личной порядочности конкретного человека». В центре картины находится образ молодого прокурора, который в сложившихся против него обстоятельствах «противостоит сомнениям и соблазнам, порождённым низостью политиканства… В итоге увлекательная и полная саспенса судебная драма, приходит к нестандартному триумфу правосудия над слепотой одних и преступными уловками других».
Как пишет Татара, при работе над фильмом, «Казана интересовала не столько сама история, хотя он справляется с ней весьма успешно на всём протяжении картины, сколько возможность применить документальную технику в традиционном голливудском кинопроизводстве. И продюсер фильма Луис де Рошмон был идеальным партнёром в таком эксперименте. Де Рошмон был автором и продюсером серии кинохроники „Марш времени“ (1935-51), так что хорошо знал технику мобильной операторской работы. Он предоставил Казану значительную свободу при работе с камерой, превратив то, что могло стать обычным детективом, в веху, стандарт в истории кино». Расмуссен подчёркивает, что «Казан снял большую часть фильма на натуре, используя высококонтрастную съёмку и крайне мобильную камеру для создания осязаемого чувства непосредственности происходящего».
Критики высоко оценили работу актёрского состава. «Variety» отмечает, что «сюжет поддержан сильной актёрской игрой… Дэна Эндрюс возглавляет убедительный актёрский состав. Его роль реалистична, а игра выполнена на высшем уровне… Ли Джей Кобб силён в роли шефа детективов, который пытается выполнять свои обязанности в условиях, когда его запугивают как пресса, так и политики… Артур Кеннеди великолепен в роли подозреваемого… Все актёры несут печать аутентичности, а диалог и места съёмок усиливают достоверность происходящего». Кроутер, придерживается сходного мнения: «Дэна Эндрюс даёт ещё одну тонкую игру в качестве мучающегося, но твёрдого прокурора штата, а Артур Кеннеди убедительно впадает в отчаяние в роли подозреваемого в убийстве, особенно, в сцене допроса с пристрастием… Ли Кобб погружается в мрачные размышления в нарастающей тишине в качестве затравленного шефа полиции, а Сэм Левин увлекательно пышет энергией в роли пронырливого газетчика… Дюжина других актёров, немногие из которых знакомы с работой в кино, грамотно исполняют роли горожан под чётким руководством Элии Казана». С другой стороны, Татара отмечает, что большинство актёров пришли из театра и потому играли слишком по-театральному. «В частности, Джейн Уайетт играет чересчур сладкую версию того, какой должна быть жена», а Эндрюс «был мало похож не реального юриста». В одном из своих интервью Казан сказал по поводу игры Эндрюса: «Его стиль в фильме был хорош, так как он играл юриста, и соответственно не предполагалось, что он должен показывать то, что происходило внутри него. Но, к сожалению, такой тип игры оставляет ощущение, что на карту не поставлено ничего по-настоящему личного».
Зигфрид Кракауэр отнёс эту картину к категории полудокументальных фильмов, в которых гибридный характер жанра требует сочетания трудно совместимых элементов документального и игрового кино. По его мнению «Бумеранг» представляет собой наиболее удачное решение среди данных фильмов, так как в нём режиссёр сумел добиться слитности эпизодного действия с фактографическим репортажем, а сам фильм производит впечатление хроникальной съёмки реальных событий, которые складываются в драматическую последовательность: «„Бумеранг“— хороший кинематограф».